# BKK Beiersdorf AG
Die BKK Beiersdorf AG war eine gesetzliche Krankenversicherung in Form einer geschlossenen Betriebskrankenkasse mit Sitz in Hamburg. Eine Mitgliedschaft war für Mitarbeiter und deren Familienangehörigen der Trägerunternehmen Beiersdorf AG und Tesa SE möglich. Sie wurde zum 1. Juli 2016 freiwillig auf die DAK-Gesundheit verschmolzen.

## Geschichte

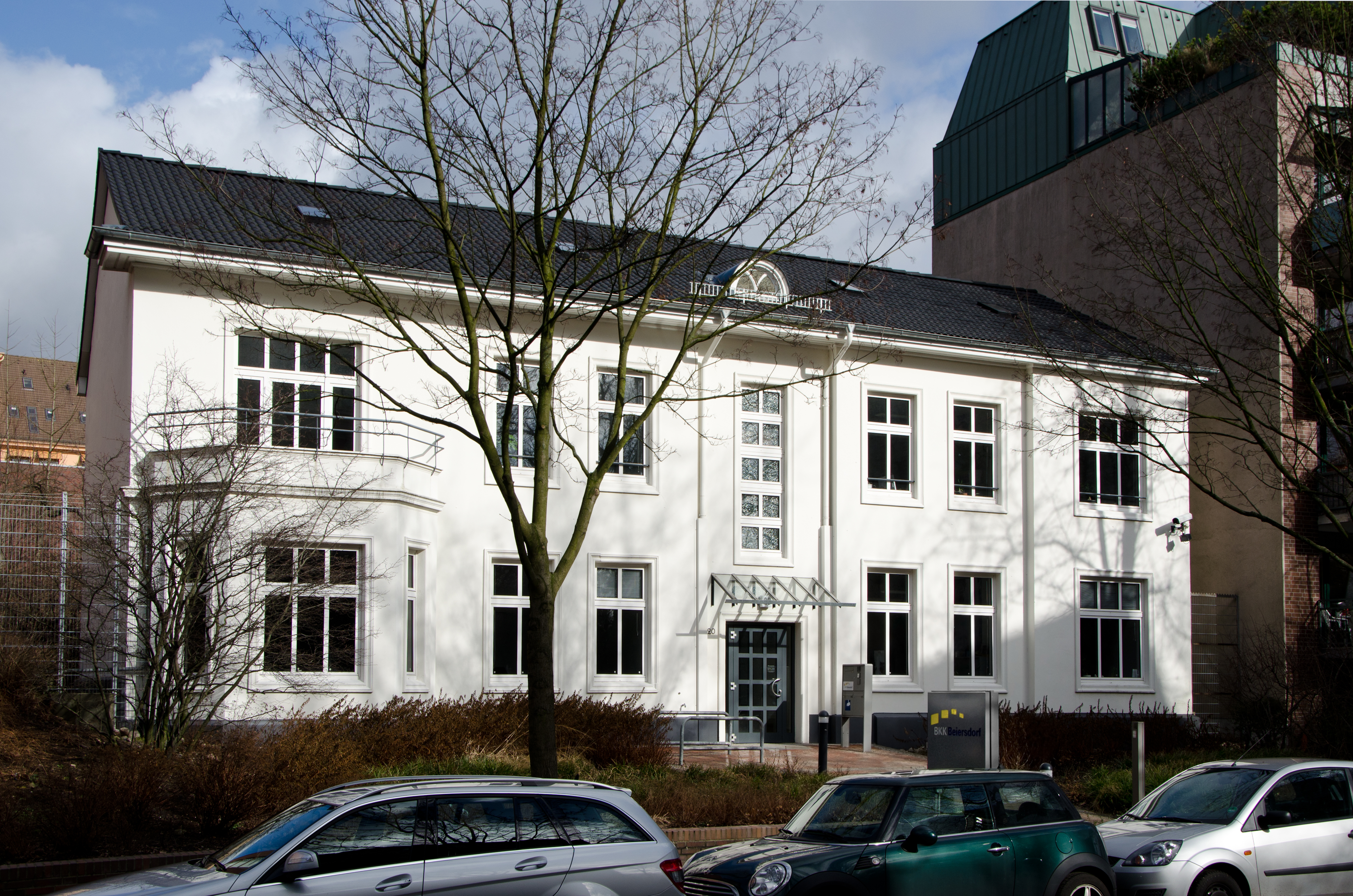
Geschäftsstelle der BKK Beiersdorf in Hamburg

Die BKK Beiersdorf wurde am 1. Oktober 1998 durch das Trägerunternehmen Beiersdorf AG gegründet. Seitdem versicherte sie mehr als 10.400 Versicherte. Die BKK Beiersdorf wurde als traditionelle Unternehmenskrankenkasse geführt. Sie versicherte ausschließlich Mitarbeiter und Familienangehörige des Dax-Konzerns Beiersdorf AG.